# Olle Bexell
Olle Bexell (Luleå, 14 de junio de 1909 - Upsala, 6 de enero de 2003) fue un atleta sueco especializado en la prueba de decatlón, en la que consiguió ser campeón europeo en 1938.

## Carrera deportiva
En el Campeonato Europeo de Atletismo de 1938 ganó la medalla de oro en la competición de decatlón, con una puntuación de 6870 puntos que fue récord de los campeonatos, superando al polaco Witold Gerutto (plata con 6661 puntos) y al suizo Josef Neumann (bronce con 6444 puntos).